# István Géczi
István Géczi (né le 16 mars 1944 à Sajóörös en Hongrie et mort le 10 septembre 2018 à Budapest) est un joueur de football international hongrois qui évoluait au poste de gardien de but avant de devenir entraîneur.

## Biographie

### Carrière de joueur

#### Carrière en sélection
Avec l'équipe de Hongrie, István Géczi a joué 23 matchs (pour aucun but inscrit) entre 1964 et 1974. Il figure notamment dans le groupe des sélectionnés lors de la coupe du monde de 1966.
Il a également participé à l'Euro de 1972, ainsi qu'aux JO de 1972.

## Palmarès
| Ferencváros \| - Championnat de Hongrie (5) : - Champion : 1962-63, 1964, 1967, 1968, 1975-76. - Coupe de Hongrie (2) : - Vainqueur : 1971-72 et 1973-74. \| \| - Coupe des villes de foires (1) : - Vainqueur : 1964-65. - Finaliste : 1967-68. - Coupe d'Europe des vainqueurs de coupe : - Finaliste : 1974-75. \| |  | Hongrie - Jeux olympiques : - Argent : 1972. |
| - Championnat de Hongrie (5) : - Champion : 1962-63, 1964, 1967, 1968, 1975-76. - Coupe de Hongrie (2) : - Vainqueur : 1971-72 et 1973-74. |  | - Coupe des villes de foires (1) : - Vainqueur : 1964-65. - Finaliste : 1967-68. - Coupe d'Europe des vainqueurs de coupe : - Finaliste : 1974-75. |